# Зельекопы
«Зельекопы» или «Режущие коренья» — трагедия древнегреческого драматурга Софокла (V век до н. э.) на тему мифа об аргонавтах, текст которой почти полностью утрачен.
От пьесы осталось только несколько фрагментов, в которых Медея собирает ядовитые травы. У исследователей разные мнения о том, какая цель у героини и соответственно о каком эпизоде мифа идёт речь. Большинство антиковедов полагает, что Медея готовится погубить Пелия, по другой версии, она хочет отомстить Ясону за его предательство, то есть действие должно происходить в Коринфе.